# Кольбе, Максимилиан
Максимилиа́н Мари́я Ко́льбе (пол. Maksymilian Maria Kolbe; в миру Ра́ймунд Кольбе, пол. Rajmund Kolbe;  8 января 1894 года, Здуньская-Воля, Серадзский уезд, Калишская губерния, Царство Польское, Российская империя — 14 августа 1941 года, концентрационный лагерь Аушвиц I, Верхняя Силезия, Свободное государство Пруссия, Германия) — польский католический священник-францисканец, погибший в Освенциме, добровольно пойдя на смерть ради незнакомого ему человека.
10 октября 1982 года Папа Иоанн Павел II причислил Максимилиана Кольбе к лику святых как мученика, объявив его «святым покровителем нашего трудного века». Является святым покровителем наркозависимых, политических заключённых, журналистов, радиолюбителей, узников и движений в поддержку жизни.

## Биография
Раймунд Кольбе родился в 1894 году в польском городе Здуньская-Воля, находившемся тогда на территории Российской империи. Он был вторым сыном Юлиуша Кольбе и Марии Домбровской, отец был этническим немцем, а мать — полькой. У него было четыре брата: Францишек, Юзеф, Валентин (прожил всего год) и Анджей (прожил четыре года).
Вскоре после его рождения семья переехала в город Пабьянице, где родители Раймунда сначала работали ткачами. Потом его мать работала акушеркой (часто отказываясь брать деньги за свои услуги) и содержала магазин, где торговала бакалеей и хозяйственными товарами. Кольбе-старший работал на мельнице, а также выращивал овощи на взятом в аренду участке земли.
В 1907 году Кольбе и его старший брат Францишек решили вступить во францисканский орден. Они нелегально перебрались через русско-австрийскую границу и поступили во францисканскую предсеминарию, находившуюся во Львове. В 1910 году Раймунд получил монашеское облачение, годом позже принёс первые обеты, приняв при этом имя Максимилиан. В 1914 году он принёс вечные обеты и принял имя Максимилиан Мария, желая подчеркнуть своё глубокое почитание Пресвятой Богородицы.
В 1912 году Максимилиана Марию Кольбе направили на учёбу в Рим, где он изучал философию, теологию, математику и физику. В 1915 году он защитил диссертацию и стал доктором философии, а в 1919 году получил докторскую степень по теологии. Во время учёбы в Риме он часто видел бурные антипапские демонстрации; это и вдохновило его создать особую церковную организацию — Militia Immaculata (Воинство Непорочной Девы). Целью существования Воинства стало обращение к Богу грешников и врагов Церкви через заступничество Девы Марии. Кольбе считал, что для достижения этой цели необходимо использовать последние достижения науки и техники, в первую очередь — технологии массовых коммуникаций. Так, чтобы получить возможность вести радиовещание, Кольбе в декабре 1938 года зарегистрировался как радиолюбитель-коротковолновик и получил позывной SP3RN.
По мнению Кольбе, христианская вера должна проповедоваться прежде всего:
- там, где воспитывается юношество (в школах, колледжах, университетах, академиях);
- там, где формируется общественное мнение (средства массовой информации — газеты, журналы, радио, кино, а также фонды библиотек).

В 1918 году Кольбе был рукоположён во священника, а ещё через год вернулся в теперь уже независимую Польшу, где принялся активно проповедовать во имя Непорочной Девы. Вскоре неподалёку от Варшавы на совершенно пустом месте он основал огромный монастырь Непокалянув (в переводе с польского — монастырь Непорочной Девы). В состав огромного монастырского комплекса входили редакция журнала «Рыцарь Непорочной», семинария, радиостанция, оснащённая новейшим оборудованием типография, железнодорожная станция, автостоянка, пожарная команда, склады, сапожные, столярные, швейные, слесарные мастерские и даже небольшой аэродром. Каждый монах был обязан овладеть хотя бы одной гражданской специальностью, благодаря чему в монастыре были свои лётчики, машинисты, наборщики, журналисты, радисты, водители, столяры, слесари, портные.
В 1930-х годах Максимилиан Кольбе совершил ряд миссионерских путешествий в Китай и Японию. На окраине японского города Нагасаки он основал японский Непокалянув, японоязычную газету и семинарию. В Японии этот монастырь стал одним из самых известных католических монастырей. Вопреки синтоистским канонам, Кольбе построил свой монастырь не в лучшем месте, так, чтобы его от города отделяла гора. Но оказалось, что он был прав: в августе 1945 года Нагасаки был уничтожен американской атомной бомбой, но основной удар пришёлся на ту сторону горы, где был город, а монастырь не пострадал. Последуй Кольбе советам японцев, и все плоды его стараний, вся монастырская братия погибли бы.

## Освенцим
После того, как Германия напала на Польшу, большинство монахов покинули Непокалянув. Оставшиеся, в том числе Кольбе, были арестованы гестапо в декабре 1939 года, но вскоре их отпустили и позволили вернуться в уцелевшие после разгрома немцев помещения монастыря. Непокалянув стал прибежищем для тысяч беженцев, в том числе для 2000 евреев, которых Кольбе прятал от нацистов. Под его руководством заработала нелегальная радиостанция, в передачах которой разоблачались зверства немецких оккупантов.
17 февраля 1941 года Максимилиан Кольбе был арестован гестапо и заключён в варшавскую тюрьму Павяк. 28 мая того же года его перевели в Освенцим, где он стал заключённым номер 16670. Эсэсовцы постоянно избивали его коваными сапогами, заставляли бегом носить неподъёмные тяжести (при том, что он был калекой-туберкулёзником, у него было только одно лёгкое), но он не только сохранял силу духа, но и как мог помогал другим. Даже в таких бесчеловечных условиях Максимилиан продолжал свою пастырскую деятельность — утешал, крестил, исповедовал, шёпотом совершал богослужения. Он сам попросил отвести ему место в самом грязном месте барака — у дверей, где стояла параша, чтобы всегда иметь возможность благословлять выносимых умерших узников.
В июле 1941 года из блока № 14, в котором жил отец Максимилиан, исчез заключённый. Беглеца найти не удалось (позже выяснилось, что он утонул в выгребной яме). Тогда заместитель коменданта лагеря оберштурмфюрер СС Карл Фрич отобрал 10 человек, которым было суждено умереть голодной смертью в блоке № 11. Это наказание Фрич назначил в назидание и на устрашение заключённым, чтобы больше никто не пытался бежать. Всех обитателей барака построили, оставили без ужина (его у них на глазах вылили в канаву), а весь следующий день люди снова провели в строю под палящим солнцем. Вечером пришёл Фрич и стал отбирать 10 смертников. Один из отобранных ими людей, польский сержант Францишек Гаёвничек заплакал и сказал: «Неужели я больше не увижу жену и детей? Что же теперь с ними будет?». И тогда Кольбе вышел из строя и предложил Фричу свою жизнь в обмен на жизнь Гаёвничека. Фрич принял его жертву.

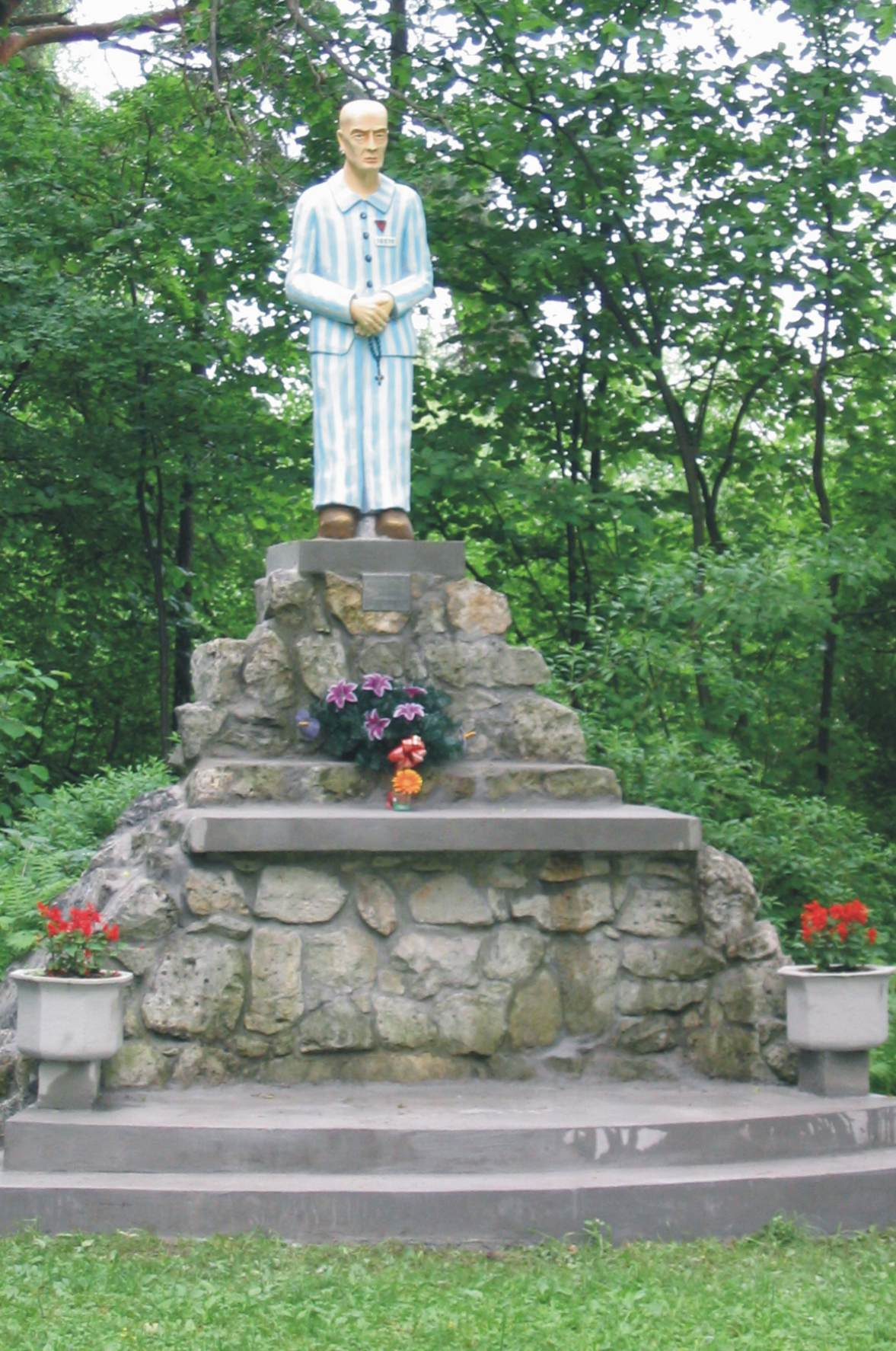
Памятник Максимилиану Кольбе в Хшануве

Сидя в зловонной камере и умирая от голода и обезвоживания, Кольбе продолжал поддерживать товарищей по несчастью. Они проводили время в песнях и молитвах. Через две недели он и трое других смертников были ещё живы. 14 августа 1941 года, накануне праздника Успения Пресвятой Богородицы, старший по лазарету Ганс Бок получил приказ немедленно покончить с узниками. Кольбе и его троим товарищам была сделана инъекция фенола, после чего они скончались. На следующий день тело Максимилиана Кольбе кремировали, а прах развеяли по ветру.
Посмертно награждён крестом Независимости с мечами (Правительство Польши в изгнании, 1954) и золотым крестом ордена «Virtuti militari» (ПНР, 1972).
В 2011 году в Польше обнаружили единственную киноплёнку, на которой запечатлён Максимилиан Кольбе. Видеоматериалы нашли и оцифровали монахи-францисканцы в архивах монастыря Непокалянув, расположенного в гмине Тересин в 40 километрах на запад от Варшавы.

## Причисление к лику святых

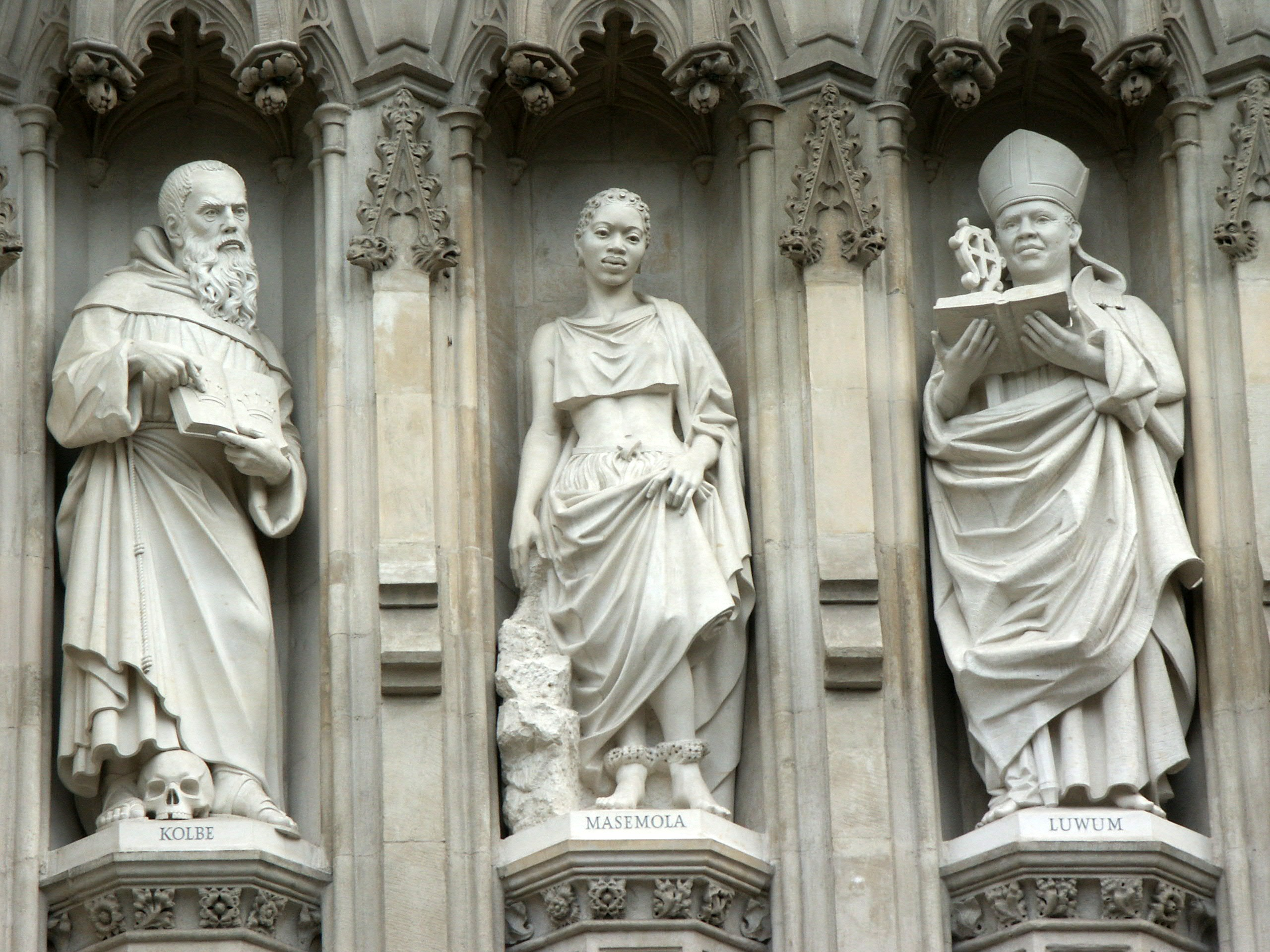
Статуя Максимилиана Кольбе (слева) в Вестминстерском аббатстве

В 1971 году папа римский Павел VI причислил Максимилиана Марию Кольбе к лику блаженных. 10 октября 1982 года Папа Иоанн Павел II в присутствии Францишека Гаёвничека, в торжественной обстановке под аплодисменты 200 000 верующих, официально причислил Максимилиана Кольбе к лику святых мучеников.
Святой Максимилиан — один из десяти святых мучеников XX века, в честь которых в Вестминстерском аббатстве в Лондоне были воздвигнуты статуи.
В литургическом календаре Римско-Католической Церкви 14 августа является днём памяти святого Максимилиана Марии Кольбе.